# Chenia
Chenia là một chi rêu trong họ Pottiaceae.